# Gatra
Gatra – indonezyjski tygodnik oraz internetowy serwis informacyjny. Pismo zostało założone w 1994 roku. Było jednym z dwóch głównych magazynów informacyjnych w Indonezji (obok „Tempo”).
W lipcu 2024 r. ogłoszono zakończenie wydawania tygodnika oraz działalności serwisu internetowego.